# Ross Bagdasarian Jr.
Ross Dickran Bagdasarian (ur. 25 października 1949) – amerykański aktor głosowy, producent filmowy. Jest mężem Janice Karman. Najbardziej znany z użyczania głosu dla postaci Alvina, Simona i Davida „Dave’a” Seville’a.

## Filmografia

### Role głosowe
- 1983: Alvin i wiewiórki jako Alvin, Szymon i David „Dave” Seville
- 1987: Przygoda wiewiórek jako Alvin, Simon i David „Dave” Seville
- 1990: Tajemnica zaginionej skarbonki jako Alvin i Simon Seville

### Producent
- 2007: Alvin i wiewiórki
- 2009: Alvin i wiewiórki 2
- 2011: Alvin i wiewiórki 3
- 2015: Alvin i wiewiórki: Wielka wyprawa